# Mega Man (gra komputerowa)
Mega Man (w Japonii znana jako Rockman (jap. ロックマン Rokkuman)) – gra komputerowa stworzona i wydana w 1987 roku przez Capcom. Projektantem gry był Tokuro Fujiwara, grafikę stworzył Keiji Inafune, a dźwięk Manami Matsumae i Yoshihiro Sakaguchi.

## Postacie
- Mega Man — pomocnik Dr Lighta, stworzony, by mu pomagać, jednak później przeprogramowany, by zmierzył się z Dr Wilym.
- Dr. Albert W. Wily — główny antagonista w grze. Jego celem jest dominacja nad światem. Główny boss gry.
- Dr. Thomas X. Light — twórca Mega Mana, pomaga mu w walce z Dr Wily.
- Roll — siostra Mega Mana, pilnuje porządku w laboratorium Dr Light.
- Robot Masters — roboty stworzone przez Dr Light by pomagać ludzkości, przeprogramowane przez Dr Wily’ego, by mu służyć.

## Fabuła
Historia gry zaczyna się w drugiej połowie XX w., gdy Thomas X. Light i Albert W. Wily przychodzą na świat. Uczęszczają do jednej uczelni i zaprzyjaźniają się, w końcu otrzymują tytuł doktora z zakresu elektroniki. W latach 90. zakładają firmę Light Labs, aby móc zarobić na swoich umiejętnościach elektronicznych. Na początku XXI wieku Dr. Light i Dr Wily zostali nominowani do Nagrody Nobla, którą jednak otrzymał tylko Light. Dr Wily w zawiści zbudował bazę na Pacyfiku i nie był widziany do czasu wydarzeń z gry. Niedługo później Dr Light zaczął tworzyć pierwsze roboty pomagające ludzkości. W wyniku prac powstały dwa roboty — Rock, pomocnik laboratoryjny i Roll, robot-pokojówka. Później stworzeni zostali również Cut Man, Guts Man, Ice Man, Bomb Man, Fire Man i Elec Man, roboty przemysłowe. W międzyczasie Dr Wily ułożył plan podbicia świata. Zdał sobie sprawę z tego, że roboty mogą działać także w innych celach niż pomoc ludziom. Na krótko przed rozpoczęciem akcji gry Dr Wily zakradł się do laboratorium i przeprogramował roboty na zdolne do niszczenia, lekceważąc Rocka i Roll, uważając ich za nieprzydatnych. Gdy Dr. Light zobaczył co się stało, przeprogramował Rocka na walczącego dla dobra robota Mega Mana (w Japonii Rockman). Mega Man ma za zadanie powstrzymać Dr. Wily'ego przed zniszczeniem świata.

## Rozgrywka
Gra ma dwa główne cele — pokonanie Dr. Wily’ego i zdobycie jak największej ilości punktów. Mega Man posiada umiejętność poruszania się, skakania i wspinania się po drabinach. Może także strzelać z różnych typów broni, między którymi może się przełączać — zmienia wtedy się kolor pancerza bohatera. Po zestrzeleniu przeciwnika może po nim zostać pigułka, która po zakończeniu etapu daje 1000 punktów, lub odnawiająca życie lub moc broni bohatera w mniejszym lub większym stopniu. Mega Man zdobywa nowe bronie pokonując kolejnych Robot Masters (bossów). Każdy Robot Master znajduje się na końcu etapu wypełnionego przeciwnikami, zazwyczaj stanowiącego "rozgrzewkę" która ma za zadanie przygotować gracza do walki z robotem. Każdy z nich znajduje się w małej komnacie poprzedzonej zamykanym korytarzem. Każdy z robotów ma broń, która jest słabością innego robota. Dzięki temu różne kolejności ich pokonywania mogą uczynić rozgrywkę łatwiejszą lub trudniejszą. Gdy wszyscy Robot Masters zostaną pokonani, gracz ma możliwość zmierzenia się z Dr. Wilym w jego zamku. Etap ten składa się od z czterech poziomów, na których końcu znajduje się boss. Po pokonaniu doktora on poddaje się i następuje koniec gry.

## Porównanie do serii
Gra różni się od pozostałych z serii. Posiada tylko 6 Robot Masters, gdy reszta gier ma ich ośmiu (Dopiero w remake’u Mega Man Powered Up jest ich ośmiu). Gra posiada także inne grafiki power-upów niż reszta 8-bitowych gier. Mega Man to także jedyna gra z serii która posiada licznik punktów. Sposób rozgrywki „na punkty” był bardzo popularny na automatach arcade, więc prawdopodobnie dlatego licznik znalazł się w Mega Manie. Zawierał jednak kilka błędów, i łatwiejsze było jego usunięcie niż naprawa. W późniejszych odsłonach serii punkty już się nie pojawiły. Jednak w Mega Man Powered Up licznik został naprawiony, jest też możliwość ustanawiania rekordów czasowych.